# Fort Hays State University
Fort Hays State University (FHSU) est une université publique américaine située à Hays, au Kansas. 
C'est la troisième plus grande des six universités d'État régies par le Kansas Board of Regents, avec un effectif d'environ 15 100 étudiants (4 648 sur le campus, 6 882 en ligne, 3 570 du programme chinois). 

## Histoire

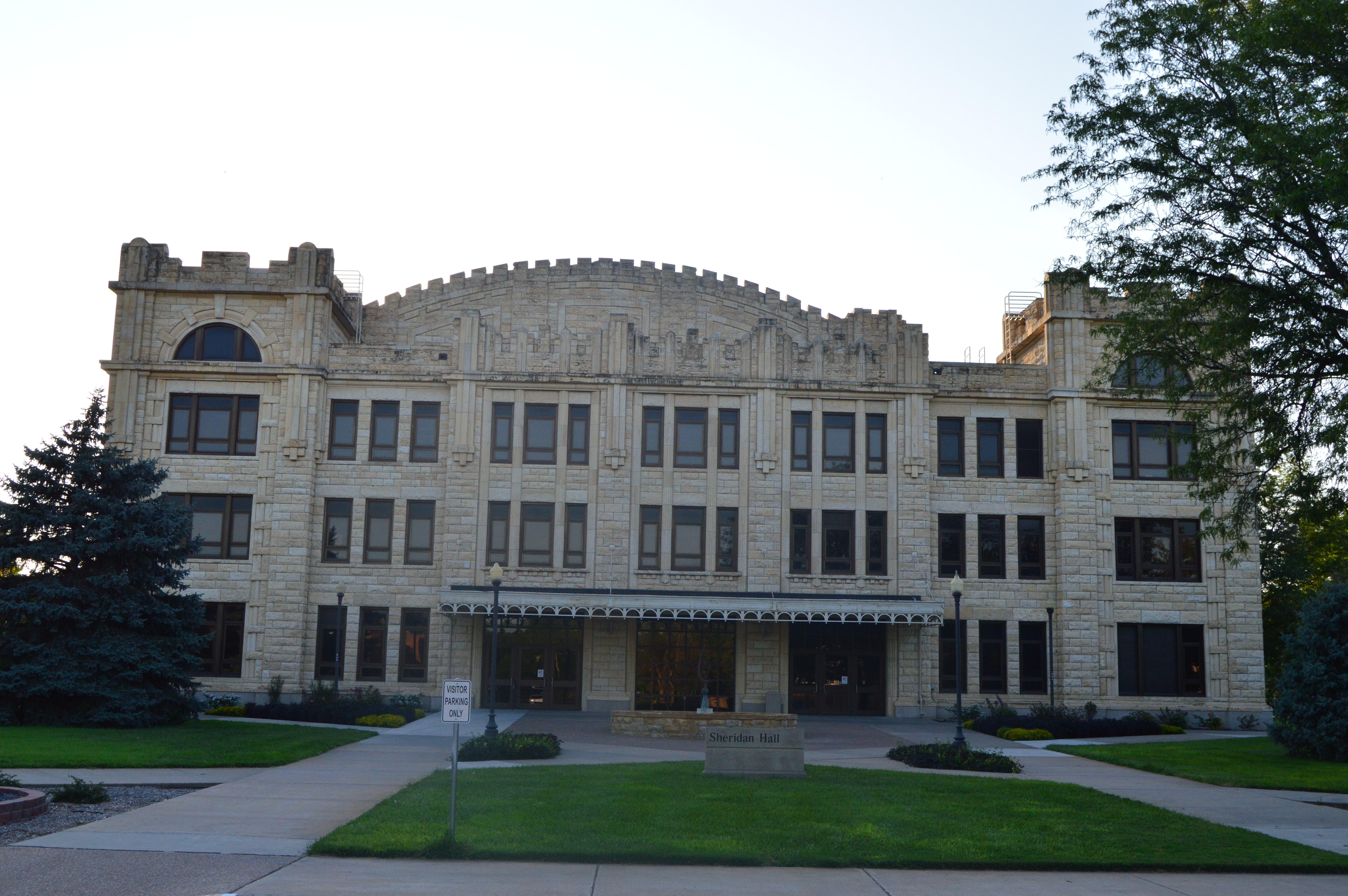
Fort Hays State University, le Sheridan Hall.

La FHSU a été fondée en 1902 sous le nom de Western Branch of Kansas State Normal School, maintenant connue sous le nom d'Emporia State University. L'institution était située à l'origine sur le terrain de Fort Hays, un avant-poste militaire frontalier qui a été fermé en 1889. L'université a répondu aux besoins des premiers colons en matière d'installations éducatives dans la nouvelle région. Le premier bâtiment le plus proche de Hays a été achevé en 1904, date à laquelle l'université a déménagé à son emplacement actuel. Le campus moderne est toujours situé sur une partie de l'ancienne réserve militaire du fort. La FHSU devait d'abord être fondée en tant qu'école agricole, mais elle a ensuite été considérée comme une école normale. L'école normale était censée être soutenue en partie par la station d'expérimentation agricole. Pendant des années, l'unité laitière de l'université a fourni du lait frais à la cafétéria de l'école. 
Pendant le déluge de 1951, un affluent de la rivière Kansas a inondé presque tout le campus, forçant une évacuation à minuit.

## Anciens étudiants notables
- Greg Anderson, entraîneur personnel lié au scandale des stéroïdes BALCO
- Sheila Frahm, ancienne lieutenante-gouverneure du Kansas et ancienne sénatrice des États-Unis
- Kris Kuksi, artiste visuel
- Kathryn McCarthy, représentante américaine du Kansas
- Mike McCarthy, entraîneur-chef de la NFL
- Tim McCarty, entraîneur de football de l'East Central University
- Milton McGriggs, joueur de football américain
- Les Miller, joueur de la NFL
- Frankie Neal, joueur de la NFL
- Nola Ochs, la diplômée d'université la plus âgée au monde (95 ans en 2007)
- Pillar, groupe formé à l'université en 1998
- Jason Rees, joueur de baseball professionnel
- Nathan Shepherd, joueur de la NFL

## Voir également
- Université normale de Shenyang